# Casa del Fascio (Grosseto)
L'ex casa del Fascio, nota anche come palazzo Littorio, è situato nel centro di Grosseto, in piazza del Popolo. 
Il palazzo è un ibrido esempio di eclettismo e razionalismo italiano, tipico del ventennio fascista, e costituisce il lato meridionale di piazza del Popolo, tra il bastione Rimembranza e il varco di Porta Nuova. Il luogo dove sorge l'edificio era attraversato da un tratto delle mura medicee di Grosseto, demolito tra il 1939 e il 1941. Ospita la sede grossetana della Guardia di Finanza.

## Storia
Il progetto per la realizzazione della casa del fascio a Grosseto fu presentato nel 1925 per opera dell'ingegnere Renato Della Rocca e l'edificio venne ufficialmente inaugurato nel 1927, rispecchiando il gusto eclettico e gli elementi stilistici del periodo e del contesto storico-sociale che caratterizzava l'Italia in quell'epoca. Nel 1929, sempre su progetto di Della Rocca, fu costruito di fianco alla casa del fascio, nel medesimo linguaggio, il palazzo delle Corporazioni.
Il palazzo ha assunto il suo definitivo aspetto nel 1939, quando a saldatura dei due edifici venne costruito un terzo corpo sovrastato dalla monumentale torre littoria in stile razionalista, opera di Ugo Giovannozzi. Tra il 1939 e il 1941 fu demolito il tratto murario aprendo così l'edificio sull'antistante piazza del Popolo, allora intitolata ai martiri del fascismo.
Nel dopoguerra il palazzo fu adibito a sede della Guardia di Finanza. Un'opera di restauro conservativo delle facciate fu effettuata tra il 2009 e il 2010.

## Descrizione

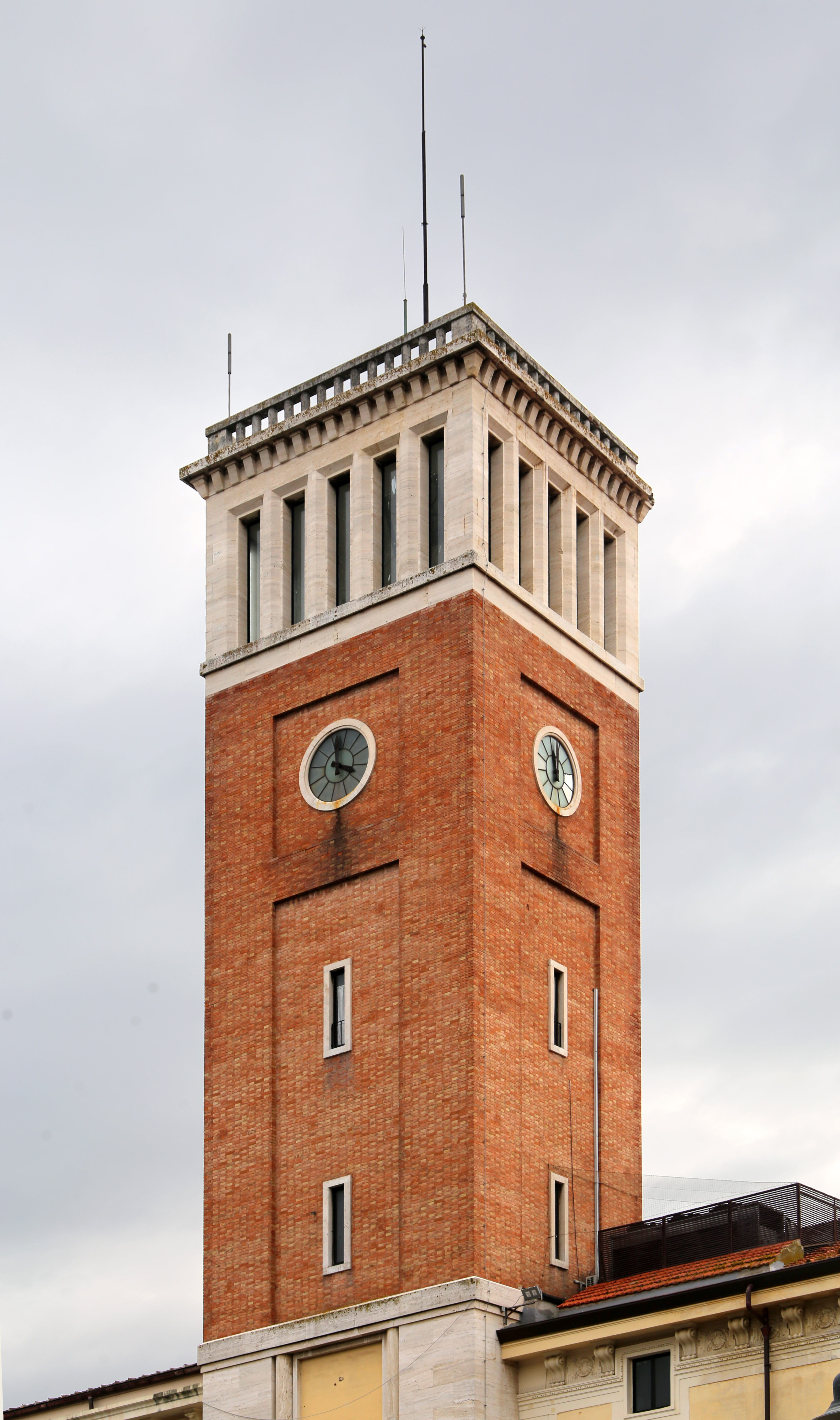
La torre

L'edificio si presenta come un complesso a pianta rettangolare, con la possente torre a sezione quadrata che si eleva permettendo in modo inequivocabile il riconoscimento del palazzo.
L'interno si caratterizza per un'imponente rampa di scale centrale che diviene doppia all'altezza del mezzanino, con le due nuove rampe che si articolano lateralmente all'interno di un vano a pianta quadrangolare. L'ambiente di maggiore pregio, il cosiddetto Salone delle Bandiere, ospitava le assemblee del Partito Nazionale Fascista.